# Eupatrides
Sauf précision contraire, les dates de cet article sont sous-entendues « avant l'ère commune » (AEC), c'est-à-dire « avant Jésus-Christ ».
Les Eupatrides (en grec ancien Εὐπατρίδαι / Eupatrídai) sont un groupe de l'aristocratie dans l'Athènes antique. Le sens exact de ce terme est incertain. L'hypothèse traditionnelle fait des eupatrides (« bien-nés » selon cette lecture) les aristocrates athéniens, détenteurs traditionnels du pouvoir pendant une partie de l'époque archaïque. Des recherches plus récentes mettent en avant une autre possibilité : il pourrait s'agir d'un groupe d'aristocrates s'étant opposé aux tyrans, eupatride signifiant dans ce cas « bienfaiteur de la patrie ».

## Les Eupatrides à l'époque archaïque

### L'hypothèse d'un «patriciat» attique
Le terme « eupatride » est généralement défini comme un synonyme exact d'aristocrate : les eupatrides se définiraient par leur appartenance à un lignage disposant d'une richesse foncière considérable, d'un prestige historique et de privilèges légaux. Elle est la continuité, selon Jean Haudry, de la structuration des sociétés indo-européennes anciennes, les Eupatrides se rattachant au modèle de la grande famille caractéristique de l'aristocratie.
Cette classe sociale pourrait s'être formée au VIIIe ou VIIe siècle av. J.-C.,, durant la période d'expansion agraire succédant aux siècles obscurs ; leur relation avec l'ancienne aristocratie mycénienne ainsi qu'avec les envahisseurs les ayant peut-être remplacés est incertaine. Un certain nombre d'écrits mentionnent la place qu'auraient eue les Eupatrides à l'époque archaïque, tous postérieurs. La vie de Thésée rédigée par Plutarque au Ier siècle ap. J.-C., dans un passage repris et interpolé de la Constitution des Athéniens, donne aux Eupatrides une place importante dans les premiers temps de la cité athénienne, et en particulier dans son synœcisme. Les Eupatrides sont dans ce contexte identifiés aux oligarques ayant succédé à la royauté. L'interprétation du mot grec Εὐπατρίδαι comme un dérivé de πατήρ (père) donne à ce composé le sens de "bien-nés", qui conforte la thèse aristocratique.
À partir de cette mention, des historiens du droit comme Theodore Wade-Gery (en) ont élaboré un modèle de "l'eupatridie" (Eupatrid-hood). Dans ce cadre, les Eupatrides sont les détenteurs exclusifs des magistratures et notamment de l'archontat. Par conséquent, ils sont aussi les seuls à pouvoir siéger à l'Aréopage, dont les fonctions recoupent celles qu'attribue Plutarque aux Eupatrides dans son récit : dire le droit, exercer certaines fonctions religieuses et nommer aux magistratures. Ce pouvoir exclusif est conforté par des ascendances prestigieuses, semi-historiques ou mythiques, mais également par une idéologie du pouvoir des aristoi, les meilleurs. Plus récemment, il a été supposé que les Eupatrides étaient aussi caractérisés par une implantation dans l'asty, à proximité d'Athènes.
Seules les réformes soloniennes mettent fin à ce monopole politique : la richesse remplace l'ascendance comme critère d'éligibilité. D'autres historiens, tout en conservant l'essentiel du cadre de Wade-Gery, supposent que l'archontat n'aurait été réservé aux Eupatrides qu'à partir des réformes de Dracon, dans le cadre des mesures de purification de la cité. Dans les deux cas, les Eupatrides auraient ensuite cherché à modifier les institutions de Solon pour restaurer leur ancienne position, profitant des troubles du début VIe siècle av. J.-C. Dans l'hypothèse où les Eupatrides sont des familles de l'asty, il est possible de les identifier à la faction du pedion (la plaine du centre de l'Attique, où se trouve Athènes) : dans ce cas, ils ne représentent pas l'ensemble de l'aristocratie, mais seulement une partie d'entre elle, la plus ancienne. Quel que soit le modèle choisi, la composition du collège de dix archontes de 579/8 fait figure de compromis : cinq d'entre eux sont des Eupatrides, qui préserveraient alors une chasse gardée tout en perdant pour de bon leur monopole.
Les mentions ultérieures de familles d'eupatrides aux VIe et Ve siècles av. J.-C. désigneraient alors les descendants de magistrats de l'époque archaïque, qui conservent un certain nombre de prérogatives sacerdotales. L'appartenance au corps des Eupatrides n'est toutefois pas évidente à cerner : celle d'une famille aussi célèbre que les Alcméonides, par exemple, a été affirmée, et niée sur la base d'un même texte d'Isocrate, sans qu'une conclusion définitive ait été trouvée.

### Critique de ce modèle
D'autres historiens font remarquer que rien, parmi les sources de l'époque archaïque, ne confirme l'existence d'une caste à part d'eupatrides, et que le terme est même absent jusqu'au VIe siècle av. J.-C.. Le mot semble plutôt servir d'étiquette pour un parti. Les deux seules mentions archaïques du terme désignent des aristocrates opposés aux Pisistratides ; la seule attestation de l'antonyme κακοπατρίδαι (kakopatridai) dans un poème d'Alcée, pour sa part, attaque le tyran Pittacos et ses partisans. Le choix de ce couple de termes à la place d'autres mots plus courants laisse penser que les "eupatrides" ne sont pas n'importe quels aristocrates, ni même une caste ancestrale : ce sont les opposants aux tyrans,. Les individus qui sont nommés "eupatrides" (ou se revendiquent comme tels) au Ve siècle av. J.-C., alors que la démocratie s'est imposée à Athènes, descendent tous d'ancêtres s'étant illustrés dans la lutte contre Pisistrate et ses descendants. D'un point de vue étymologique, Εὐπατρίδαι pourrait alors se lire comme un dérivé du mot πατρίς (patris, la patrie, la cité), les Eupatrides en devenant alors les "bons citoyens", les "défenseurs de la patrie".
En suivant cette hypothèse, le terme eupatride est dépouillé de son sens institutionnel propre à l'époque archaïque. Ce n'est que plus tard qu'il prend le sens d'aristocrates en général, en particulier dans la tragédie. Au IVe siècle av. J.-C., le changement de sens est à peu près complet : les témoignages de la Constitution des Athéniens ne témoignent plus d'une réalité préservée, mais calquent sur des souvenirs les nouveaux cadres de la pensée politique . Plus tard, chez les écrivains de culture grecque parlant du monde romain, il désigne les patriciens, voire d'une manière générale les nobles.